# كلوستريديوم مخمر بطيء للسليولوز
مطثية مخمرة بطيئة للسليولوز أو مطثية مخمرة بطيئة التخمير للسليولوز أو كلوستريديوم بطيء التخمير للسليولوز (الاسم العلمي: Clostridium lentocellum) هي نوع من بكتيريا تتبع جنس المطثية من فصيلة نظيرات المطثية.